# Цяла функция
Цяла функция, в математиката, е всяка комплексно-значна функция, холоморфна върху цялата комплексна равнина (откъдето идва и името - цяла). Множеството от цели функции представлява комутативен пръстен над комплексната равнина.
Една цяла функция може да се развие в сходящ ред или (по теоремата за разлагане на Вайерщрас) в произведение.
От теоремата теоремата на Лиувил следва, че всяка ограничена цяла функция е константа. Прилагайки малката теорема на Пикар получаваме, че всяка цяла функция, различна от константа, може да приема за стойност всяко комплексно число (, евентуално с изключение на едно).
Примери за цели функции са експоненциалната, полиномиалните, сигма-функцията на Вайерщрас и тета-функциите на Якоби.
Целите функции се делят на цели рационални (с полюс в безкрайност - полиномите) и цели трансцендентни (със съществена особеност в безкрайност – напр. {\displaystyle \sin(z)}).

## Формално определение
Функцията {\displaystyle f(z)=\sum _{n=0}^{\infty }c_{n}z^{n}} наричаме цяла, когато реда {\displaystyle \sum _{n=0}^{\infty }c_{n}z^{n}} е сходящ за всяко {\displaystyle z\in \mathbb {C} ,\ c\in \mathbb {C} }.
Определението може да се обобщи и за случая на много комплексни променливи {\displaystyle z\in \mathbb {C} ^{n}}